# Hoffenheim
Hoffenheim este un sat din districtul rural Rhein-Neckar, landul Baden-Württemberg. Din anul 1972 este integrat în orașul Sinsheim.
Satul a devenit mai cunoscut  în anul 2008, când echipa locală de fotbal, TSG 1899 Hoffenheim, a urcat în Bundesliga (prima ligă fotbalistică din Germania).

## Personalități marcante
- Alper Balaban, fotbalist